# Manuscrit de Sévère
Le manuscrit de Sévère est un rouleau de la Torah copié dans l'Antiquité. Il n'a pas été conservé mais ses particularités textuelles ont été recensées et transmises par la littérature rabbinique. Une liste établit 33 variantes du manuscrit par rapport au texte massorétique du Pentateuque.
La liste des variantes textuelles du manuscrit de Sévère a été introduite au XIe siècle  dans le midrash Bereshit rabbati attribué à Moïse ha-darshan de Narbonne. Elle figure aussi dans trois manuscrits médiévaux. Deux copies apparaissent dans la Bible Farhi, copiée en Provence en 1382. La troisième se trouve dans le manuscrit hébreu 31 de la Bibliothèque nationale de France à Paris, copié à Saragosse en 1402. Les quatre versions de la liste ne sont pas identiques. Celle du midrash Bereshit rabbati est concise alors que celle du manuscrit de Paris cite plus longuement les versets de la Torah dont elle présente les variantes.
Une introduction en araméen indique que le rouleau de la Torah se trouvait dans la « synagogue de Sévère » à Rome, du nom de l'empereur romain Sévère Alexandre. Le midrash Bereshit rabbati ajoute que le manuscrit a été rapporté de Jérusalem à Rome par des exilés après la première guerre judéo-romaine.